# 教科書にないッ!
『教科書にないッ! 』（きょうかしょにないっ）は、岡田和人による日本のラブコメディ漫画作品である。
漫画雑誌『ヤングチャンピオン』（秋田書店）で2002年No.19まで連載された。1995年にオリジナルビデオとして単巻Vシネマ、1998年に全2巻OVA、2007年に韓国で『アイ・アム・セム』（I am Sam）のタイトルでテレビドラマ、2016年には映画でそれぞれ映像化されており、携帯コミックサイト「コミックi」「コミックシーモア」で2007年7月から配信中である。「教ない」との略称も散見する。

## 概要
基本的には色物作品であり、またエロティックな描写が多い。他にもストーリー的にはほとんど影響しないが、登場回数の多い色物的な登場人物もおり、性風俗の描写などもある非常に青年誌的な漫画である。途中から出て来る乙女高校関係の登場人物は、多くが色物的な役割で終えるが、唯一椎名あおいだけがまともな役割を担うことになる。

## あらすじ
とある初冬の日、初めて担任をもった公立乙女高校教師の大楽有彦は、学校帰りに同僚の教師の五月弥生と2人で飲んでいた。その帰り道、座って煙草を吸っている高校生くらいの女の子（白樺綾）を見つける。五月の前で良い格好をしたいこともあり、大楽は綾を注意するが、そのことで大楽に興味を持った綾が次の日に乙女高校に転校してくる。綾は勝手に大楽を「憧れの人」と言い張り、大楽のアパートに「卒業までの期限付き」で同棲を始める。そこから、大楽、綾、五月の実質的な三角関係を軸に、不良高校県立乙女高校や大楽のアパートを主な舞台にして、不良校らしい事件や騒動を描きながら物語は進んでいく。

## 登場人物
学年などは初登場時のもの。
大楽有彦（たいらく ありひこ）
主人公。乙女高校教諭、24歳、1年A組の担任。同僚の五月弥生に片想いをしている。基本的に優しいだけが売りの性格で、「優柔不断」かつ「お人好し」。それが仇となり、綾や生徒達に振り回される生活を送ることになる。だが、振り回され色々な事件に立ち向かうことで、教師としても人間としても成長していき、当初は邪魔者扱いをしていた綾に対しても徐々に惹かれていくようになる。しかし基本的には弥生が本命であり、綾とはあくまで「教師」と「生徒」という関係を保とうとする。
酒を飲むと性格が強気に変わり、時にオヤジギャグを連発して綾を呆れさせる。また異常にジャンケンが強くなる。
もし「綾に何かあった場合」には殺すと綾の父親から脅迫されているため、綾の危機には命がけで助けに向かうが、綾に好意を抱いて以降は純粋に綾を助けるために行動を起こすようになる。
以前はかなり生徒たちに手を焼いており、「こんな奴ら、社会じゃ通用しない」と思っていたが、綾を通して生徒たちのいろんな面を知り、他の生徒たちとも友好関係を築いていく。
生徒たちからも教師というより友人として慕われており、「先生」と呼ばれるより「大楽ちゃん」と呼ばれることの方が多い。また仮性包茎であることは周知の事実であるため、「仮性人」などとからかわれたりもする。後に乙女高校SMクラブの顧問となる。
住まいは大学時代から住み続けているトイレ共同の木造アパート。
白樺綾（しらかば あや）
ヒロイン。高校1年生。暴力団「白樺組」組長の一人娘。勉強ができ、運動神経も良く、スタイルも良い美少女。長い黒髪をポニーテールにしている。大好物はカニ。
小学校から女子校に通わされたことや、親のヤクザの世界に疑問を持ち、街を彷徨って休むつもりで煙草を吸っていた(実際には吸っているフリ)ところを注意してきた大楽に興味を持つ。「危険なところを助けてもらい、慕っている」と父に嘘をつき、乙女高校に転校後大楽の部屋に住むようになる。時々この手の嘘をつき、周り（ほとんど大楽のみにだが）を混乱させる。料理などの家事一般は苦手だが、酒の席の振舞いなどは慣れている。
その容姿と、極端に外面がいい性格のため、乙女高校転校後は校内のアイドル的存在となり、殺伐とした不良校だった乙女高校の校風を意図することなく変えていく。
大楽に対しては当初は「からかうと面白い」という程度の認識だったが、やがて本格的な恋愛感情を抱くようになった。
基本的には明るくて友達思いの優しい性格だが、かなり気が強く暴力的な一面や小悪魔的な一面もあったりする。しかしそういう面はほとんど大楽にしか見せていない。改造セーラー服やナース服などのコスプレや紐パンなどで大楽を誘惑したりもするが、これは大楽のリアクションをみて面白がっているのであって、性的なことに関してはむしろ初心なところもある。
五月弥生（さつき やよい）
乙女高校教諭、24歳、1年の担任。美人だがやや内向的な性格。同僚で同い年の大楽有彦とは両思いだが、大楽の優柔不断と綾の妨害、加えて弥生自身もかなり奥手な性質であるため、その仲は（恋人同士になってからも）まったくといっていいほど進展しない。綾に関しては、大楽のことをかなり慕っていることは知っているが、大楽が生徒として扱っているためにあまり気にしていない。綾に言わせると「鈍感」とのこと。ただし、大楽の優柔不断な態度に精神的な仕打ちをすることがある。大楽にとっては、弥生と深い関係に踏み込めない原因のほとんどは綾によるものである。
生徒からの人気もかなり高く、「弥生ちゃん」と呼ばれて慕われており、綾と並んで乙女高校のアイドル的存在である。
小菅サキ（こすげ サキ）
1年A組のスケバン。茶髪のロングヘアーで、綾に勝るとも劣らない美貌の持ち主。過去の義父との出来事がトラウマになり、男嫌いが高じてレズになる。年の離れた弟と、母親（作中には登場しない）との３人で暮らしている。そのため、料理をはじめ家事はかなり得意。
綾に対しては恋愛感情も抱いているが、それ以上に強い友情を感じており、特に綾の大楽への想いを知ってからはそれを応援するようになる。
大久保（おおくぼ）
1年A組の番長格。不良だが基本的にいいヤツであり、仲間思いで意外と子供好きな面もある。
父子家庭であり、父親からかなり鍛えられたためか喧嘩は非常に強く、同級生はもちろん上級生からも一目置かれているが、「教師には手を出さない」というのがモットーであるため、大楽をはじめ教師には（偶発的な事故を除き）一切暴力行為は行わない。綾を除けば生徒たちの中では最も大楽と仲がよく、生徒の中で大楽を「仮性人」と最初に呼んだのも大久保である。
サキに彼女を寝取られたことがある。
戸川（とがわ）先生
乙女高校教諭、26歳、1年の担任。大楽と年齢は近いが風俗遊びが大好き。エロいことで騒動を起こし、大楽等を巻き込むことが多い。大楽を始め多方面に借金をしている様である。何かと問題の多い教師だが、授業中は冗談一つ口にしないらしい。
椎名あおい（しいな あおい）
乙女高校臨時保健教諭、美人だがニューハーフ（男性）。前任教諭が入院したため、急遽赴任してくる。五月弥生の良き相談相手となる。
組長
暴力団白樺組の組長、白樺綾の父親。組の中では「社長」と呼ばれている。愛妻の残した唯一の宝物として愛娘の綾を溺愛しており、綾の希望通り乙女高校への転校を認める。ただし、「綾に何かあった場合」には大楽を殺すと脅迫している。組の規模は地域でも大きいようで、風俗店なども経営している。組の本部を兼ねている高い壁に囲まれた豪邸に住んでおり、組員も多数住み込んでいる。
ヒロミ
暴力団白樺組の次期組長。白樺綾の婚約者でもある。
バカ慎
白樺組の小間使い。基本的に良い奴で度胸もないため、白樺邸内で小間使いをしている。そのために幼い時から綾と接することも多かった。料理などの才能があり、後に故郷に帰り、白樺組組長から小料理店「しんちゃん」を任されることになる。
大楽とはそりが合わず、会えば必ずと言っていいほど喧嘩をする。しかしお互いいがみ合いながらも、やがて奇妙な友情を感じあうようになる。
大楽同様仮性包茎らしい。

## 舞台
県立乙女高校
この漫画のほとんどの舞台。県内でも有数の不良校で、ほぼ、底辺校と思われ大学進学率なども低い。略称、オメコー。
大楽のアパート
アパートというより下宿といえる部屋や建物。六畳一間、小さな台所、共同トイレ、風呂なし。一間の間口がある押入れがある。当初、大楽はベッドで寝ていたがあっさり綾に奪われる。大楽は自分の空間を持つ為にベッドと他の空間を仕切る為にカーテンをかける。部屋で騒動は起こしているが他の住民は余り出てこない。また、風呂が無い為、大楽と綾の2人は毎日、銭湯に通うこととなる。

## 単行本
各巻の表紙カバーは学校の授業で使うノートの表紙のような装丁となっていて、ヒロインの綾が大きく描かれている。
1. 1995年6月1日、ISBN 4-253-14564-7
2. 1995年11月1日、ISBN 4-253-14565-5
3. 1996年4月1日、ISBN 4-253-14566-3
4. 1996年9月1日、ISBN 4-253-14567-1
5. 1997年2月1日、ISBN 4-253-14568-X
6. 1997年7月1日、ISBN 4-253-14569-8
7. 1998年1月1日、ISBN 4-253-14570-1
8. 1998年6月1日、ISBN 4-253-14571-X
9. 1998年11月1日、ISBN 4-253-14572-8

1. 1999年3月1日、ISBN 4-253-14573-6
2. 1999年9月1日、ISBN 4-253-14574-4
3. 2000年2月1日、ISBN 4-253-14575-2
4. 2000年7月1日、ISBN 4-253-14576-0
5. 2000年11月1日、ISBN 4-253-14577-9
6. 2001年5月1日、ISBN 4-253-14578-7
7. 2001年11月1日、ISBN 4-253-14709-7
8. 2002年5月2日、ISBN 4-253-14710-0
9. 2002年10月31日、ISBN 4-253-14711-9

## オリジナルビデオ
監督・脚本：青山真治で1995年に製作されたVシネマ版（品番：JSV052747）。青山はこれが初監督作品となった。リリース日は1995年12月1日。収録時間は78分。綾役の三浦綺音がトップクレジットとなっており、主人公が有彦から綾となっている。主演の三浦はそれほど脱ぐシーンはないが、他の女優の濡れ場がある。
キャスト
- 白樺綾：三浦綺音
- 大楽有彦：大森嘉之
- 五月弥生：池上麗子
- 吉岡ちひろ
- 山本美雪

スタッフ
- 原作 - 岡田和人
- 企画 - 末吉博彦
- 監督・脚本 - 青山真治
- プロデューサー - 林由恵、岩田靖弘、鎌田賢一
- 撮影 - 高橋俊光
- 照明 - 福田真
- 美術 - 磯見俊裕
- 録音 - 鈴木謙二
- 製作・発売・販売 - ピンクパイナップル
- 製作協力 - ツインズ
- 販売代理 - 日本ソフトシステム

## OVA
1998年に、VHSとLDで「東映VANIME」レーベルのOVAとして全2巻でアニメ化。収録時間は各巻ともに40分。性的描写があるため、R15指定となっている。海外でも販売されており、北米にて『Very Private Lesson』のタイトルで2巻分を1巻にまとめたDVDもリリースされている（リージョン1）。キャラクターデザインには『全国制服美少女グランプリ』の山田正樹が起用され、山田の画風が強く出たものとなっている。
キャスト
- 大楽有彦：上田祐司
- 白樺綾：宮村優子
- 五月弥生：三石琴乃
- 小菅サキ：芝原チヤコ
- 大久保：津久井教生
- 戸川先生：小西克幸
- 組長：千葉繁
- 校長：茶風林
- 日下部：保志総一朗
- 草屋・姉：浦和めぐみ
- 草屋・妹：西村ちなみ

スタッフ　
- 原作 - 岡田和人
- 企画 - 高橋尚子
- 監督・脚本 - 大庭秀昭
- プロデューサー - 嶋津毅彦、三浦亨、隈部昌一
- キャラクターデザイン・総作画監督 - 山田正樹
- 作画監督 - 徳田悦郎
- 絵コンテ - 福冨博（1）、大庭秀昭（2）
- 演出 - 三家本泰美
- 美術監督 - 田村盛揮
- 色彩設計 - 越川由望
- 編集 - 瀬山武司
- 音楽 - 勝又隆一
- 音響監督 - 三間雅文
- アニメーション制作 - AIC
- 製作 - 東映ビデオ

主題歌・挿入歌
エンディングテーマ「放課後」（第1巻）
作詞 - 石川華子 / 作曲 - 浅田直 / 編曲 - 勝又隆一 / 歌 - 綾（宮村優子）＆五月先生（三石琴乃）
エンディングテーマ「ギュッと“ダキシメタイ☆”」（第2巻）
作詞・作曲・歌 - 加藤吉彦 / 編曲 - 太田美知彦
挿入歌「無言酒」（第1巻）
作詞 - 石川華子 / 作曲・編曲 - 勝又隆一 / 歌 - 魁竜二（上田祐司）
挿入歌「小雨の日曜日」（第1巻）
作詞 - 松葉美保 / 作曲・編曲 - 勝又隆一 / 歌 - KIM

## テレビドラマ
韓国にて『I am Sam』（ハングル表記：아이 엠 샘）のタイトルでテレビドラマ化。KBS第2テレビで2007年8月6日から放送された。全16話。KBS WORLDチャンネル（スカイパーフェクTV!）にて2008年2月より日本語字幕版が放送された際のタイトルは『アイ・アム・セム』で、原語に近いカタカナ表記となっている。同年10月には『I am Sam 〜アイ・アム・セム〜』のタイトルでDVD-BOXもリリースされている。
キャラクター名は韓国式に、舞台設定も韓国に合わせたものとなっている。なお、学生達が着用している制服のデザインは日本のアダルトゲーム『SHUFFLE!』のキャラクターが着用しているそれに似たものとなっている。
キャスト
- チャン・イサン - ヤン・ドングン（大楽有彦に相当）
- ユ・ウンビョル - パク・ミニョン（白樺綾に相当）　
- シン・ソイ - ソン・テヨン （五月弥生に相当）
- ユ・ジェゴン - パク・ジュンギュ（綾の父・組長に相当）
- チェ・ムシン - T.O.P  (チェ・スンヒョン)
- チ・ソヌ - チュ・ジョンヒョク

スタッフ
- 演出 - キム・ジョンギュ　
- 脚本 - イ・ジンメ

サブタイトル
- Episode 1 「命がけの同居生活」
- Episode 2 「波乱の転校生」
- Episode 3 「わがまま放題」
- Episode 4 「先生のハートブレイク」
- Episode 5 「不意の訪問者」
- Episode 6 「父親の命令」
- Episode 7 「友だちのために」
- Episode 8 「心はブルー」

- Episode 9 「最悪の鉢合わせ」
- Episode 10 「三人目の同居人」
- Episode 11 「伸びる魔の手」
- Episode 12 「守れなかった報い」
- Episode 13 「帰ってきて、先生」
- Episode 14 「別れの覚悟」
- Episode 15 「全てを失っても」
- Final Episode 「逃避行の終わりに」

## 映画
『教科書にないッ!』と『教科書にないッ! 2』の2作の構成で実写映画化され、2016年6月に東京・渋谷HUMAXシネマ、7月に大阪・シネ・ヌーヴォXで上映。監督は佐々木詳太。
ヒロインの白樺綾を演じるのは元AKB48の森川彩香で、本作が初主演作となる。
2017年2月、『教科書にないッ! 3』と『教科書にないッ! 4』の制作が発表された。同年夏に上映予定と発表され、東京では池袋HUMAXシネマズにて『3』が6月10日から16日まで、『4』が6月17日から23日まで、ともに一週間限定で順次公開された。大阪ではシネ・ヌーヴォXにて『3』『4』ともに7月15日から21日の一週間限定で公開された。3、4では、五月弥生役を片山萌美から本郷杏奈に交代している。
2019年7月に『教科書にないッ! 5』と『教科書にないッ! 6』をそれぞれ公開。

### キャスト
特記ない場合は全作共通。
- 白樺 綾 - 森川彩香[3]
- 大楽 有彦 - 馬場良馬[3]
- 五月 弥生 - 片山萌美（1 - 2）[8]、本郷杏奈（3 - 4）、奈月セナ（5 - 6）[6]
- 小菅 サキ - 百合沙
- 大久保 剛 - 一ノ瀬ワタル
- 教育実習生 - 安枝瞳(3 - 4)
- 倉沢有希　- 原あや香(3 - 4)

### スタッフ
特記ない場合は全作共通。
- 主題歌 - エドガー・サリヴァン
- 監督 - 佐々木詳太
- 原作 - 岡田和人
- 脚本 - 佐々木詳太（1 - 4）、佐々木友紀（1）[8]、安井邦好（3 - 4）、竹岡常吉（3）、今奈良孝行（5 - 6）
- 編集 - 夏目大一朗（1 - 4）、城館徳（5 - 6）
- 制作 - 小松賢志（1 - 3）、星野晃志（1 - 2）[8]。安井邦好（3 - 6）、森原俊朗（4 - 6）
- プロデューサー - 片山武志（1 - 6）、森原俊朗（1 - 2、4）、菊池浩二（5 - 6）
- 配給 - 日本出版販売